# Science Fiction Book Club (Vereinigte Staaten)
Der Science Fiction Book Club (SFBC) ist eine US-amerikanische auf Science-Fiction-Titel spezialisierte Buchgemeinschaft.
Um 1953 etabliert gehörte das Unternehmen ursprünglich zum Verlag Nelson Doubleday, der 1986 zusammen mit Doubleday an Bertelsmann verkauft wurde. Von 1989 erschienen die Titel unter dem Imprint GuildAmerica, danach aber wieder als Science Fiction Book Club.
Zu den produzierten Titeln gehörten Originalausgaben, Hardcover-Ausgaben von anderswo als Taschenbuch erschienenen Titeln und Omnibus-Ausgaben von Romanzyklen. Vor allem bis zum Verkauf an erschienen bei SFBC relativ viele Originalausgaben durchaus bekannter Autoren.
Von 1986 bis 1996 wurde für einen herausragenden Titel der jährlichen Produktion der Science Fiction Book Club Award (auch SFBC Award) vergeben. Preisträger waren:
- 1986: Anne McCaffrey für Killashandra
- 1987: Stephen R. Donaldson für The Mirror of Her Dreams
- 1988: Stephen R. Donaldson für A Man Rides Through
- 1989: Anne McCaffrey für Dragonsdawn
- 1990: Anne McCaffrey für The Renegades of Pern
- 1991: Andre Norton und Mercedes Lackey für The Elvenbane
- 1992: Anne McCaffrey für All the Weyrs of Pern
- 1993: Anne McCaffrey für Damia's Children
- 1994: Anne McCaffrey für The Dolphins of Pern
- 1995: Robert Jordan für Lord of Chaos
- 1996: Robert Jordan für A Crown of Swords